# Zbigniew Niewiadomski
Zbigniew Niewiadomski (ur. 18 lutego 1946 w Rudzie) – polski kajakarz, przedsiębiorca, olimpijczyk z Monachium 1972.
Zawodnik stołecznej Spójni. Karierę sportową w roku 1960 rozpoczynał od lekkoatletyki. Mistrz Polski w konkurencji K-2 na dystansie 500 metrów w roku 1966 i w konkurencji K-4 na dystansie 1000 metrów w latach 1968, 1969, 1972.
Na igrzyskach olimpijskich w Monachium w 1972 wystartował konkurencji K-4 (partnerami byli:Andrzej Matysiak, Jerzy Dziadkowiec, Zdzisław Tomyślak) na dystansie 1000 metrów. Polska osada odpadła w półfinale.
Jest autorem scenariusza do filmu „Technika wiosłowania na kajaku”.